# Cheilolejeunea tenella
Cheilolejeunea tenella là một loài Rêu trong họ Lejeuneaceae. Loài này được (Taylor) J.J. Engel & B.C. Tan mô tả khoa học đầu tiên năm 1986.